# Tritomita-(Y)
La tritomita-(Y) és un mineral de la classe dels silicats, que pertany al grup de la britholita. Rep el nom per la seva relació amb la tritomita-(Ce) i el seu contingut en itri. "Tritomita" prové del grec τρί, triple i τομος, tall, perquè el cristall mostra una secció transversal a tres cares.

## Característiques
La tritomita-(Y) és un silicat de fórmula química Y₅(SiO₄,BO₄)₃(O,OH,F). La seva duresa a l'escala de Mohs es troba entre 3,5 i 6,5.
Segons la classificació de Nickel-Strunz, la tritomita-(Y) pertany a «9.AH - Nesosilicats amb CO₃, SO₄, PO₄, etc.» juntament amb els següents minerals: iimoriïta-(Y), tundrita-(Ce), tundrita-(Nd), spurrita, ternesita, britholita-(Ce), britholita-(Y), el·lestadita-(Cl), fluorbritholita-(Ce), fluorel·lestadita, hidroxilel·lestadita, mattheddleïta, tritomita-(Ce), fluorcalciobritholita i fluorbritholita-(Y).

## Formació i jaciments
Va ser descoberta al municipi de Cardiff del comtat de Haliburton, a Ontario, Canadà. En la mateixa província canadenca també ha estat trobada a la mina d'urani de Cardiff, molt propera a la seva localitat tipus, i a la mina Madawaska, al comtat de Hastings. També ha estat descrita en altres tres indrets: al dipòsit de coure i or Alvo 118, a Canaã dos Carajás, a l'estat de Pará, al Brasil; a Pinciná maar, al comtat de Lučenec, a la regió de Banská Bystrica, a Eslovàquia; i a la prospecció BEMCO, al comtat de Sussex, a Nova Jersey (Estats Units).